# Isörtsväxter
Isörtsväxter (Aizoaceae, en äldre benämning var Ficoidae) är en växtfamilj med 126 släkten och omkring 1 100 arter. De flesta av arterna kommer från södra Afrika, men det finns även några från Australien och centrala stillahavsområdet. 
Isörtsväxterna är vanligen örtartade. Bladen är mer eller mindre suckulenta. Blommorna sitter oftast ensamma eller några få på samma stjälk. De har oftast 5 foderblad (antalet kan variera mellan 3 och 8) och de flesta saknar vanliga kronblad. Frukten är en kapsel som kan innehålla från ett till ett otal frön.
Tetragoniasläktet (Tetragonia) och Tribulocarpus utgjorde tidigare en egen familj, Tetragoniaceae, men ingår numera i isörtsväxterna.